# イータン・コーエン
イータン・コーエン（Etan Cohen、1974年3月14日 - ）は、アメリカ合衆国の脚本家である。当初はイーサン・コーエン（Ethan Cohen）とクレジットされた。
コーエン兄弟の弟として知られるイーサン・コーエン（Ethan Coen）とは無関係。

## 人物
イスラエルで生まれ、Efratとマサチューセッツ州シャロンで育つ。
1995年にマイク・ジャッジによるテレビアニメ『BEAVIS AND BUTT-HEAD』で脚本家デビューを果たす。その後もジャッジの作品である『キング・オブ・ザ・ヒル』、『26世紀青年』の脚本を執筆した。
2008年、ベン・スティラーとジャスティン・セローの共同で脚本を書いた『トロピック・サンダー/史上最低の作戦』が公開された。他に『マダガスカル2』も執筆した。

## フィルモグラフィ

### 映画
- 26世紀青年 Idiocracy (2006) 脚本
- My Wife Is Retarded (2007) 短編、監督・脚本
- トロピック・サンダー/史上最低の作戦 Tropic Thunder (2008) 脚本
- マダガスカル2 Madagascar: Escape 2 Africa (2008) 脚本
- メン・イン・ブラック3 Men in Black 3 (2012) 脚本
- ゲットハード/Get Hard Get Hard (2015) 監督・脚本

### テレビシリーズ
- BEAVIS AND BUTT-HEAD Beavis and Butthead (1995-1997) 脚本、計2話執筆
- リセス 〜ぼくらの休み時間〜 Recess (1999) 脚本、計2話執筆
- It's Like, You Know (1999) 原案、計2話執筆
- キング・オブ・ザ・ヒル King of the Hill (2001-2005) 脚本、計11話執筆
- アメリカン・ダッド American Dad (2006) 脚本、1話のみ執筆